# Вильгельм III (король Сицилии)
Вильгельм III (1185 — около 1198) — пятый, последний король Сицилийского королевства из династии Отвилей, занимавший престол с февраля по ноябрь 1194 года. Не смог удержать Сицилию и был вынужден уступить власть Генриху VI. По приказу Генриха был посажен в темницу и, вероятно, убит.

## Происхождение
Вильгельм III родился в 1185 году и был вторым сыном короля Сицилии Танкреда и его жены Сибиллы Ачерра. Изначально не предполагалось, что Вильгельм когда-нибудь будет царствовать.

## Вступление на престол
После смерти своего старшего брата Рожера (24 декабря 1193 года) Вильгельм стал наследником престола, на который и вступил через три месяца — после смерти Танкреда (20 февраля 1194 года). Ввиду несовершеннолетия Вильгельма III государством управляла его мать — королева Сибилла Ачерра.

## Права на трон
Права Танкреда и, как следствие, Вильгельма III на престол Сицилии не были бесспорными. Танкред, внебрачный сын Рожера Апулийского, старшего из сыновей Рожера II, был избран в 1190 году на престол после смерти 18 ноября 1189 года Вильгельма II Доброго, последнего из законнорождённых мужских потомков Рожера II. На момент смерти Вильгельма II из всех законнорождённых отпрысков сицилийской ветви Отвилей была жива только дочь Рожера II Констанция (1154–1198), выданная замуж в 1186 году за Генриха Гогенштауфена, сына императора Фридриха Барбароссы. Констанция и её муж должны были стать легитимными преемниками Вильгельма II как по причине родства с покойным монархом (Констанция приходилась ему родной тёткой), так и в силу присяги, принесённой в Трое большинством баронов Констанции как наследнице престола. Но после смерти Вильгельма II большинство оказавшихся в Палермо баронов предпочли в качестве нового короля кандидатуру Танкреда, хоть и незаконнорождённого, но зато национального претендента. Генрих Гогенштауфен, в том же 1190 году ставший императором под именем Генриха VI, не признал избрания Танкреда и предъявил претензии на Сицилийское королевство.
За время своего короткого царствования (1190–1194) Танкред сумел добиться полного контроля над Сицилией и поддержки крупных торговых городов Кампании и Апулии. Континентальные бароны подняли в 1190 году мятеж против Танкреда, но были в том же году разбиты. Генрих VI, вторгшийся в 1191 году в пределы Сицилийского королевства, после стремительного продвижения вглубь страны осадил Неаполь, но после неудачной осады был вынужден вернуться в Германию. Оставленные им гарнизоны занимали лишь города северной Кампании.

## Падение династии
После смерти Танкреда Сибилла Ачерра, правившая от имени Вильгельма III, не смогла организовать сопротивления Генриху VI. Император, со своей стороны, учёл ошибки предыдущей кампании и возобновил войну против Сицилийского королевства. Его армия, не встречая сопротивления, вторглась в Кампанию и подступила к Неаполю. Но главной силой императора стали объединённые генуэзский и пизанский флоты под командованием имперского наместника Маркварда Анвайлерского, значительно превосходившие морские силы Сицилии. 23 августа 1194 года имперский флот вошёл в Неаполитанскую бухту, лишив Неаполь надежды на помощь от сицилийского адмирала Маргарита из Бриндизи. Неаполь тотчас же сдался Генриху VI. После сдачи Неаполя большинство континентальных городов Сицилийского королевства, ранее поддерживавших Танкреда, открыли ворота Генриху VI. Единственным крупным городом, оказавшим сопротивление императору, был Салерно, который после непродолжительной осады был взят приступом и разграблен. В результате двухмесячной кампании Генрих VI оккупировал всю территорию Южной Италии и в конце октября 1194 года высадился в Мессине, ранее захваченной генуэзцами и пизанцами.
Вторжение Генриха VI на Сицилию вызвало панику, Катания и Сиракузы сдались императору. Королева Сибилла отправила Вильгельма III и его сестёр в относительно безопасную Кальтабеллотту, а сама с адмиралом Маргаритом из Бриндизи намеревалась защищать Палермо. Но жители Палермо, поддавшись общей панике, отказались защищать город, вслед за ними сложил оружие гарнизон городской цитадели. Королева Сибилла бежала в Кальтабеллотту к детям, а Маргарит был вынужден вести переговоры о сдаче столицы. 20 ноября 1194 года Генрих VI торжественно вступил в Палермо.
Так как дальнейшее сопротивление было бессмысленно, Сибилла от имени своего сына Вильгельма III отказалась от короны и сдалась на милость Генриху VI. Император подтвердил права Вильгельма на графство Лечче, принадлежавшее Танкреду до вступления на престол, и дополнительно пожаловал его княжеством Таранто. 25 декабря 1194 года Вильгельм вместе с матерью и сёстрами присутствовал на коронации своего преемника Генриха VI в соборе Палермо.

## Судьба Вильгельма III после свержения
29 декабря 1194 года Генрих VI объявил об открытии заговора с целью его убийства, в котором, по его уверениям, участвовало большинство сицилийских вельмож. Для обеспечения своей безопасности Генрих VI приказал арестовать и выслать в Германию всех крупных сановников короткого царствования Вильгельма III. В числе арестованных и сосланных были Сибилла с дочерьми, её брат Ришар Ачерра, Маргарит из Бриндизи, братья Ришар и Никола д'Аджелло. Ещё большее количество прежних сторонников Вильгельма III были брошены в сицилийские тюрьмы, где впоследствии были ослеплены.
После смерти Генриха VI по настоянию папы Иннокентия III оставшиеся в живых Сибилла и её дочери были выпущены из плена и уехали во Францию. Судьба самого Вильгельма III осталась неясной. По одним сведениям, его ослепили и кастрировали, по другим — через несколько лет разрешили поступить в монастырь, где он и умер в безвестности.
Наиболее распространённой является версия о том, что Вильгельма III не было в живых к 1198 году. Точные дата и место смерти Вильгельма неизвестны. Существует легенда о том, что Вильгельм вернулся на Сицилию под именем Танкреди Паламара, был арестован в Мессине и казнён в 1232 году по приказу императора Фридриха II, сына Генриха VI и Констанции.